# Atonement (film)
Atonement is een Britse dramafilm uit 2007 onder regie van Joe Wright. Het verhaal is gebaseerd op het gelijknamige boek uit 2001 van Ian McEwan. De film won de Oscar voor beste oorspronkelijke filmmuziek en was ook genomineerd voor die voor beste film, beste geadapteerde scenario, beste bijrolspeelster (Saoirse Ronan), beste artdirection en beste kostuums. Hij won daarnaast meer dan veertig andere prijzen, waaronder een Golden Globe voor beste dramafilm en beste oorspronkelijke filmmuziek, een BAFTA voor beste film en beste productieontwerp, een Satellite Award voor beste geadapteerde scenario en een World Soundtrack Award voor beste oorspronkelijke soundtrack.
De film is onder meer bekend geworden door een lange, onafgebroken scene op het strand die met een steadicam is opgenomen. De scene duurt bijna 5 minuten.  Verantwoordelijk voor deze scene was first assistant director Josh Robertson.

## Verhaal

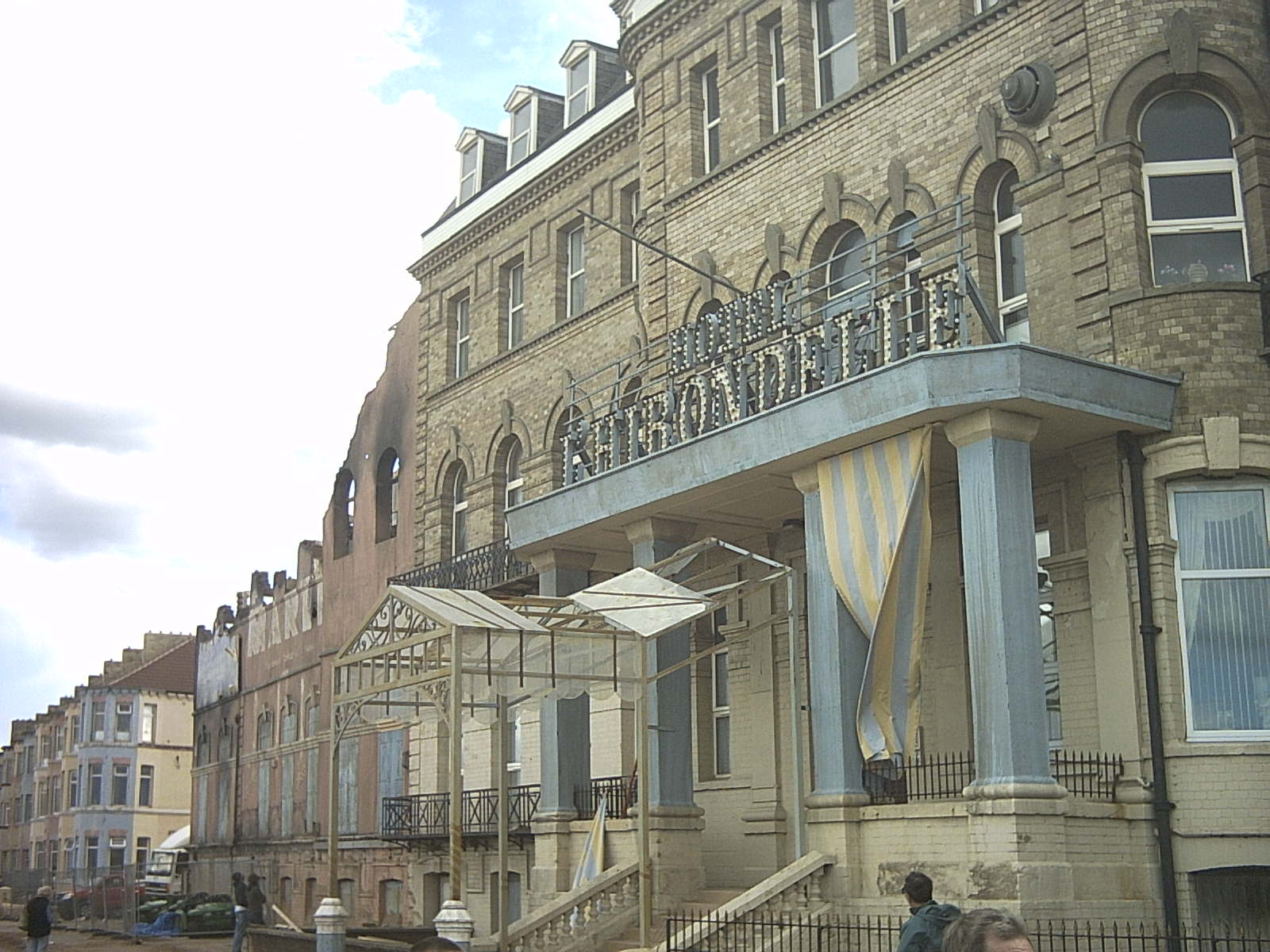
Filmlocatie in Redcar

Het is de heetste dag van de zomer van 1935. Briony en Cecilia Tallis, twee zussen uit een rijke familie, en een vriend uit de middenklasse, Robbie Turner, denken een normale dag tegemoet te gaan. Wat hen te wachten staat, had niemand verwacht. Als Lola, een nicht van de zussen, verkracht wordt, wordt Robbie hiervoor als schuldige aangewezen door Briony.
Robbie moet naar de gevangenis, maar Cecilia blijft in zijn onschuld geloven. Een paar jaar later breekt de oorlog uit en Robbie wordt voor de keuze gezet: of hij gaat de oorlog in of hij kan blijven zitten in de gevangenis. Robbie kiest voor de oorlog en wordt uitgezonden naar Frankrijk. Voor zijn vertrek ziet hij Cecilia nog één keer en Robbie moet haar beloven terug te keren.
Briony wordt volwassen en begrijpt na verloop van tijd wat ze Cecilia en Robbie heeft aangedaan. Haar schuldgevoel draagt ze met zich mee en als een soort van boetedoening werkt ze in de verpleging. Wanneer ze tijdens haar werk een Franse soldaat ziet sterven, bekruipt haar het gevoel dat ze alles recht moet zetten, zodat Robbie vrijgepleit wordt en met Cecilia een gelukkige toekomst kan opbouwen. Ze is echter te laat. Ze schrijft de waarheid in een boek dat ze later als ze oud is uitgeeft. Zo hoopt ze toch haar schuld te kunnen aflossen, want in realiteit hebben Robbie en Cecilia nooit meer een kans gekregen om bij elkaar te zijn. Een dag voor de terugkeer stierf Robbie door een bloedvergiftiging en ook Cecilia kwam om tijdens een van de bombardementen.

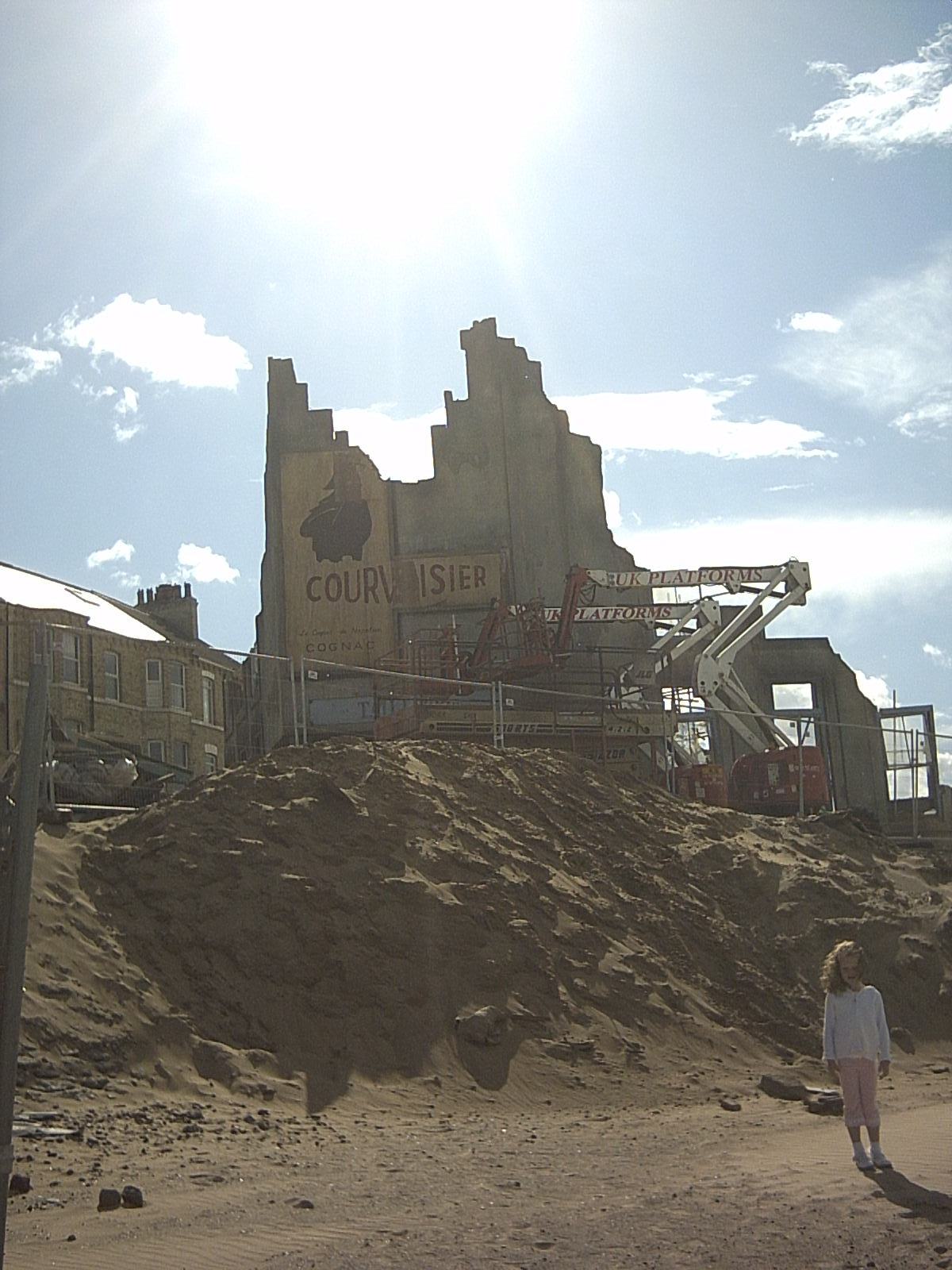
Filmlocatie in Redcar

## Rolverdeling
| Acteur               | Personage             |
| -------------------- | --------------------- |
| James McAvoy         | Robbie Turner         |
| Keira Knightley      | Cecilia Tallis        |
| Romola Garai         | Briony Tallis (18 jr) |
| Brenda Blethyn       | Grace Turner          |
| Vanessa Redgrave     | Briony (oud)          |
| Saoirse Ronan        | Briony (jong)         |
| Juno Temple          | Lola Quincey          |
| Harriet Walter       | Emily Tallis          |
| Patrick Kennedy      | Leon Tallis           |
| Benedict Cumberbatch | Paul Marshall         |
| Daniel Mays          | Tommy Nettle          |
| Charlie von Simson   | Jackson Quincey       |
| Felix von Simson     | Pierrot Quincey       |
| Michel Vuillermoz    | Fransman              |

## Trivia
- De film heeft als anderstalige titels Reviens-moi (Frans) en Boetekleed (Nederlands).
- Het was de openingsfilm van het Filmfestival Venetië van 2007 - dat maakte van Joe Wright de jongste regisseur ooit (35 jaar) die het festival opende - en van het Vancouver Filmfestival.